# Shishunaga
Shishunaga of Susu Naga was een koning van Magadha, een van de mahajanapada's en was de stichter van de Shaishunaga-dynastie. Hij zou een hooggeplaatste amatya of minister zijn geweest onder koning Nagadasaka voor hij aan de macht kwam.

## Machtsovername
Volgens de Mahavamsatika werd Shishunaga geboren als zoon van een raja uit de Lichchhavi-clan en een nagarasobhini, een courtisane. Hij zou volgens de Purana's zijn opgeklommen tot onderkoning van Benares (Varanasi) in Kashi.:111 Shishunaga zou op de troon zijn gezet door opstandelingen die zich verzetten tegen de vorige koning, de laatste van de Haryanka-dynastie.
Nadat Udayin eerder Pataligrama tot zijn hoofdstad had gemaakt, zou Shishunaga de oude hoofdstad Girivraja (Rajagriha) weer in ere hebben gesteld. Uiteindelijk zou hij volgens de Malalankaravatthu echter de Lichchhavi-hoofdstad Vaishali tot hoofdstad hebben gemaakt.:112
Magadha streed al sinds Ajatasattu met wisselend succes tegen de Pradyota-dynastie van Avanti. Volgens de Purana's was Nandivardhana de koning van Avanti ten tijde van Shishunaga, al is deze ook wel geïdentificeerd als koning van de Shaishunaga-dynastie. Hoe dan ook, Shishunaga wist een einde te maken aan de Pradyota-dynastie en Avanti eindelijk te onderwerpen en mogelijk ook Koshala en Vatsa. De overwinning op Avanti werd waarschijnlijk geholpen door de opstand tegen het tirannieke Pradyota-bewind in Ujjain, de hoofdstad van Avanti.
Shishunaga werd opgevolgd door zijn zoon Kalashoka – de zwarte Asoka – waarschijnlijk dezelfde als Kakavarna – de kraaigekleurde – uit de Purana's. Shishunaga had Kalashoka eerder aangesteld als heer van Benares.

## Chronologie
De chronologie van de vroege dynastieën hangt mede samen met het sterftejaar van de Boeddha. Aangezien diens mahaparinibbana onbekend is, zijn ook de regeringsjaren onzeker. Volgens de boeddhistische traditie stierf de Boeddha tijdens het achtste regeringsjaar van Ajatasattu. Volgens theravada, het boeddhisme van het zuiden, vond de mahaparinibbana plaats in 544/543 v.Chr., de lange chronologie. Buiten theravada wordt dit niet als realistisch gezien. Veel Indische historici achten de gecorrigeerde lange chronologie waarschijnlijker, waarbij de mahaparinibbana rond 483 v.Chr. wordt geplaatst. Het noordelijk boeddhisme gaat uit van de korte chronologie, waarmee het sterfjaar van de Boeddha op 378/368 v.Chr. uitkomt. Veel westerse historici achten het waarschijnlijker dat de Boeddha in de vierde eeuw v.Chr. stierf. Niet alleen het sterftejaar van de Boeddha is onzeker, ook is het bestaan van enkele koningen en het aantal regeringsjaren van veel koningen onzeker, wat elke chronologie verder compliceert.
|                                              | Lange chronologie | Gecorrigeerde lange chronologie | Korte chronologie |
| -------------------------------------------- | ----------------- | ------------------------------- | ----------------- |
| Bimbisara                                    |                   | ~542 - 490 v.Chr.               |                   |
| Ajatasattu                                   |                   | ~490 - 459 v.Chr.               |                   |
| Mahaparinibbana                              | ~543 v.Chr.       | ~483 v.Chr.                     | ~378/368 v.Chr.   |
| Udayin en de volgende drie Haryanka-koningen |                   | ~459 - 427/410 v.Chr.           |                   |
| Shishunaga en zijn opvolgers                 |                   | ~427/410 - 361 v.Chr.           |                   |
| Nanda's                                      |                   | ~361/342 - 321 v.Chr.           |                   |